# OOPARTS (劇団)
OOPARTS（オーパーツ）は、日本にかつてあった劇団で、現在は鈴井貴之による演劇プロジェクトである。劇団時の主宰は鈴井貴之。

## 旗揚げ～完全消滅
鈴井が、それまで率いていた487パラシュートを解散した後、自らを中心として、487パラシュートの役者や北海道大学、北星学園大学などの演劇研究会出身など札幌で活躍中の役者達を集め、1990年4月「LIFE」（作、演出・鈴井貴之）で旗揚げする。
その後、同年オープンした札幌西武のオープニングアクトや札幌学院大学の学校祭へのゲスト出演などを果たし、注目が集まる。この年の冬上演した「LIFE3ストーリーズ」はその後映像化され、ゆうばり国際ファンタスティック映画祭にも出展された。
劇団コンセプトは「ストーリー性のあるドリフターズ」であり、劇団名のOOPARTSとは「アウト・オブ・プレイス・アーティスツ」の略としていたが、これはオーパーツに考古学上の「場違いな工芸品」という意味があることから、そこからもじって「場違いな芸人達」というコンセプトで札幌演劇界に新しい風を送り込んだ。
1992年、CREATIVE OFFICE CUEの設立に伴い、メンバー全員が同社にタレントとして所属。道内の情報・バラエティ番組『にっぽんPUCA²』（北海道文化放送）、『週刊Nanだ!Canだ!』（北海道テレビ放送）、『モザイクな夜』（北海道テレビ放送）などの出演を斡旋した。
1995年ごろになると劇団の人気に反して鈴井とメンバーにモチベーションの差が生まれ、フリースペース経営の失敗なども重なって、運営基盤が不安定になっていく。1998年2月の『RYOMA ～蒼き妄想の果て』を最後に「完全消滅」という形で札幌演劇界から姿を消し、主宰の鈴井貴之以外のメンバーの殆どがCREATIVE OFFICE CUEからも離脱した。
全公演が鈴井の作・演出だったことからもわかるように鈴井の完全ワンマン劇団だったため、当時、劇団に参加していた安田顕でさえもこの劇団においては際だって目立つこともなく、まさに鈴井が作った鈴井のためだけにある劇団と言っても過言ではなかった。

### 劇団時代の主な所属メンバー
- 鈴井貴之 - 主宰。
- 伊藤亜由美 - 487パラシュートより参加。鈴井との結婚・出産後はマネジメント業務や飲食店経営で劇団を支える。
- 稲田博 - 鈴井と意気投合し、立ち上げるが、舞台の脚本についてなどを巡って鈴井と揉め、旗揚げ後1年半程で脱退。その後、劇団イナダ組を立ち上げ、主宰する[1]。
- 武田晋 - 1994年、劇団イナダ組より移籍加入。1996年の消滅前に脱退。
- 田中護 - 『モザイクな夜』の初代元気くん。東京進出のため脱退するが、最終公演には凱旋。
- 森崎博之 - 1993年に劇団イナダ組との掛け持ちで加入したものの、本公演に出演しないまま脱退。後に安田らとTEAM NACSを結成。
- 安田顕 - 1993年、森崎の紹介（身代わり）で加入。OOPARTS消滅後、後述の金山幸意、長谷川首司と1998年、劇団「upspeak」を結成。
- 金山幸意  - 大学在学時から加入。劇団最年少メンバー。OOPARTS消滅後、安田顕、長谷川首司と1998年、劇団「upspeak」を結成。
- 長谷川首司  - 劇団消滅後、前述の安田、金山と劇団「upspeak」を結成。
- 岩村真人 - 中堅メンバー。『雅楽戦隊ホワイトストーンズ』では、北郷誠 役（初代）で出演。
- 伝野隆介 - 鈴井夫妻（当時）と結成した期間限定ユニット「NORTH END × AYUMI」のメンバーとしても活動。

## 復活
2009年9月9日、CREATIVE OFFICE CUE主催によるイベントに於いて2010年に復活を遂げることを発表。OOPARTSという劇団自体を鈴井が「完全消滅」と発言していたが、結果的に鈴井自身がその復活を決めた。復活の決め手は、事務所の後輩であるTEAM NACSが全国区で活動するようになったことに感化されたためであった。
2009年9月27日、新プロジェクトを正式に発表。メンバー公募も同時に発表しオーディションの詳細も公開された。
2010年10月、プロジェクトの第一弾として舞台公演『CUT』を上演。
2014年11月、プロジェクトの第二弾として舞台公演『SHIP IN A BOTTLE』を上演。
2016年2月、プロジェクトの第三弾として舞台公演『HAUNTED HOUSE』を上演。
2017年7～8月、プロジェクトの第四弾として舞台公演『天国への階段』を上演。
2019年8～9月、プロジェクトの第五弾として舞台公演『リ・リ・リストラ〜仁義ある戦い・ハンバーガー代理戦争』を上演。
2022年2月、プロジェクトの第六弾として舞台公演『D-river』を上演。

### 復活後の公演
作・演出は全て鈴井貴之が担当。
- Takayuki Suzui Project Vol.1『CUT』
  - 出演:宇梶剛士/田中要次/野間口徹（親族代表）/増沢望/諏訪雅（ヨーロッパ企画）/土佐和成（ヨーロッパ企画）/木下智恵（北区つかこうへい劇団）/占部房子/納谷真大/鈴井貴之
- Takayuki Suzui Project Vol.2『SHIP IN A BOTTLE』
  - 出演:大内厚雄（演劇集団キャラメルボックス）/三津谷亮（D-BOYS）/諏訪雅（ヨーロッパ企画）/石田剛太（ヨーロッパ企画）/納谷真大（イレブンナイン）/藤村忠寿（北海道テレビ）/熊川ふみ（範宙遊泳）/鈴井貴之
- Takayuki Suzui Project Vol.3『HAUNTED HOUSE』
  - 出演:渡辺いっけい/森崎博之（TEAM NACS）/上地春奈/多田直人（キャラメルボックス）/清水由紀/田島ゆみか/藤村忠寿（北海道テレビ）/鈴井貴之
- Takayuki Suzui Project Vol.4『天国への階段』
  - 出演:永野宗典（ヨーロッパ企画）/畑中智行（キャラメルボックス）/菊地美香/根岸拓哉/平田薫/戸澤亮（NEXTAGE）/東李苑/吉田悟郎/藤村忠寿（北海道テレビ）/鈴井貴之
- Takayuki Suzui Project Vol.5『リ・リ・リストラ〜仁義ある戦い・ハンバーガー代理戦争』
  - 出演:八木将康（劇団EXILE）/竹井亮介/阿部丈二/上地春奈/佐藤めぐみ/赤谷翔次郎/島太星（NORD）/藤村忠寿/佐田正樹（バッドボーイズ）/是近敦之/鈴井貴之 ※佐田と是近はダブルキャスト
- Takayuki Suzui Project Vol.6『D-river』
  - 出演:渡辺いっけい/温水洋一/田中要次/竹井亮介/大内厚雄/舟木健（NORD）/藤村忠寿（北海道テレビ）/鈴井貴之[7]
- Takayuki Suzui Project OOPARTS 特別公演「天国への階段 北海道re-mix」〜ありがとう道新ホール〜
  - 2024年6月の道新ホール閉館に伴う特別版として、上述の「天国への階段」を再構成し、出演者全員をCREATIVE OFFICE CUE所属者に変更するなどしたバージョン。
  - 出演：森崎博之/小橋亜樹/北川久仁子/河野真也/舟木健（NORD）/安保卓城（NORD）/瀧原光（NORD）/滝谷美夢/鈴井貴之

## 参考
1. ↑   (日本語) 【演劇】第1回 劇団イナダ組の歴史を振り返ろう【札幌】（語り手：イナダ／聞き手：江田由紀浩） 2021年4月8日閲覧。
2. ↑  “鈴井貴之、TEAM NACSの全国区での活躍「僕の夢でもあった」 感化され再始動した演劇プロジェクトへの思いも語る (2)”. マイナビニュース (2022年1月28日). 2022年1月28日閲覧。
3. ↑  “Vol.2 SHIP IN A BOTTLE：OOPARTS”.   OOPART. 2015年11月30日閲覧。
4. ↑  “Out Of Place ARTiSt：OOPARTS”.   OOPART. 2017年6月22日閲覧。
5. ↑  “Out Of Place ARTiSt：OOPARTS”.   OOPART. 2017年6月22日閲覧。
6. ↑  “Vol.5 リ・リ・リストラ〜仁義ある戦い・ハンバーガー代理戦争：OOPARTS”. ooparts-hokkaido.net. 2021年10月30日閲覧。
7. 1 2  WEBザテレビジョン. “鈴井貴之“OOPARTS”第6弾の上演が決定！ 人間とAIの共存をテーマに描く”. WEBザテレビジョン. 2021年10月30日閲覧。